# 4 × 100 meter stafett för damer i friidrott vid olympiska sommarspelen 2016
Damernas 4 x 100 meter stafett vid olympiska sommarspelen 2016, i Rio de Janeiro i Brasilien avgjordes den 18-19 augusti på Estádio Olímpico João Havelange.

## Medaljörer
| Spel                  | Guld                                                                          | Silver | Brons                                                   |
| 4 x 100 meter stafett | USA                                                                           | Jamaica | Storbritannien                                          |
| 4 x 100 meter stafett | Tianna Bartoletta Allyson Felix English Gardner Tori Bowie Morolake Akinosun* | Christania Williams Elaine Thompson Veronica Campbell-Brown Shelly-Ann Fraser-Pryce Simone Facey* Sashalee Forbes* | Asha Philip Desiree Henry Dina Asher-Smith Daryll Neita |

## Resultat

### Kval

#### Heat 1
| Placering | Bana | Nation         | Tävlande                                                                        | Tid   | Noteringar |
| --------- | ---- | -------------- | ------------------------------------------------------------------------------- | ----- | ---------- |
| 1         | 5    | Jamaica        | Simone Facey, Sashalee Forbes, Veronica Campbell-Brown, Shelly-Ann Fraser-Pryce | 41,69 | Q, SB      |
| 2         | 7    | Storbritannien | Asha Philip, Desiree Henry, Dina Asher-Smith, Daryll Neita                      | 41,83 | Q          |
| 3         | 1    | Ukraina        | Olesia Povch, Natalija Pogrebnjak, Marija Rjemjen, Jelyzaveta Bryzhina          | 42,39 | Q, SB      |
| 4         | 4    | Kanada         | Farah Jacques, Crystal Emmanuel, Phylicia George, Khamica Bingham               | 42,60 | q, SB      |
| 5         | 6    | Kina           | Yuan Qiqi, Wei Yongli, Ge Manqi, Liang Xiaojing                                 | 42,60 |            |
| 6         | 3    | Nederländerna  | Jamile Samuel, Dafne Schippers, Tessa van Schagen, Naomi Sedney                 | 42,78 |            |
| 7         | 8    | Polen          | Ewa Swoboda, Marika Popowicz-Drapała, Klaudia Konopko, Anna Kiełbasińska        | 43,23 |            |
| 8         | 2    | Ghana          | Flings Owusu-Agyapong, Gemma Acheampong, Beatrice Gyaman, Janet Amponsah        | 43,27 |            |

#### Heat 2

Officiella videohöjdpunkter

| Placering | Bana | Nation              | Tävlande                                                                   | Tid   | Noteringar |
| --------- | ---- | ------------------- | -------------------------------------------------------------------------- | ----- | ---------- |
| 1         | 7    | Tyskland            | Tatjana Pinto, Lisa Mayer, Gina Luckenkemper, Rebekka Haase                | 42,08 | Q          |
| 2         | 8    | Nigeria             | Gloria Asumnu, Blessing Okagbare, Jennifer Madu, Agnes Osazuwa             | 42,45 | Q, SB      |
| 3         | 1    | Trinidad och Tobago | Semoy Hackett, Michelle-Lee Ahye, Kelly-Ann Baptiste, Khalifa St, Fort     | 42,52 | Q, SB      |
| 4         | 4    | Frankrike           | Floriane Gnafoua, Céline Distel-Bonnet, Jennifer Galais, Stella Akakpo     | 42,97 |            |
| 5         | 5    | Schweiz             | Ajla Del Ponte, Sarah Atcho, Ellen Sprunger, Salomé Kora                   | 43,02 |            |
| –         | 6    | Kazakstan           | Rima Kasjafutdinova, Viktorija Zjabkina, Julija Rachmanova, Olga Safronova | DQ    | R 163,3a   |
| –         | 3    | Brasilien           | Bruna Farias, Franciela Krasucki, Kauiza Venancio, Rosangela Santos        | DQ    | R 163,2b   |
| –         | 2    | USA                 | Tianna Bartoletta, Allyson Felix, English Gardner, Morolake Akinosun       | i.u.  | [ 2 ]      |

#### Speciallopp 3

Officiella videohöjdpunkter

| Placering | Bana | Nation | Tävlande                                                             | Tid   | Noteringar |
| --------- | ---- | ------ | -------------------------------------------------------------------- | ----- | ---------- |
| 1         | 2    | USA    | Tianna Bartoletta, Allyson Felix, English Gardner, Morolake Akinosun | 41,77 | q          |

### Final
| Placering | Bana | Nation              | Tävlande                                                                               | Tid   | Noteringar |
| --------- | ---- | ------------------- | -------------------------------------------------------------------------------------- | ----- | ---------- |
| 1         | 1    | USA                 | Tianna Bartoletta, Allyson Felix, English Gardner, Tori Bowie                          | 41,01 | SB         |
| 2         | 6    | Jamaica             | Christania Williams, Elaine Thompson, Veronica Campbell-Brown, Shelly-Ann Fraser-Pryce | 41,36 | SB         |
| 3         | 5    | Storbritannien      | Asha Philip, Desiree Henry, Dina Asher-Smith, Daryll Neita                             | 41,77 | NR         |
| 4         | 4    | Tyskland            | Tatjana Pinto, Lisa Mayer, Gina Luckenkemper, Rebekka Haase                            | 42,10 |            |
| 5         | 7    | Trinidad och Tobago | Semoy Hackett, Michelle-Lee Ahye, Kelly-Ann Baptiste, Khalifa St, Fort                 | 42,12 | SB         |
| 6         | 8    | Ukraina             | Olesia Povch, Natalija Pogrebnjak, Marija Rjemjen, Jelyzaveta Bryzhina                 | 42,36 | SB         |
| 7         | 2    | Kanada              | Farah Jacques, Crystal Emmanuel, Phylicia George, Khamica Bingham                      | 43,15 |            |
| 8         | 3    | Nigeria             | Gloria Asumnu, Blessing Okagbare, Jennifer Madu, Agnes Osazuwa                         | 43,21 |            |